# Campeonato Sudamericano de Clubes Campeones 1985
El Campeonato Sudamericano de Clubes Campeones 1985 fue la vigésima tercera edición de lo que era el torneo más importante de clubes de baloncesto en Sudamérica.
Fue realizado en Limeira y Jundiaí.
El título de esta edición fue ganado por el Monte Líbano (Brasil).

## Equipos participantes
| País             | Equipo               |
| ---------------- | -------------------- |
| Argentina 1 cupo | Deportivo San Andrés |
| Bolivia 1 cupo   | Club La Salle        |
| Brasil 2 cupos   | Monte Líbano Sírio   |
| Ecuador 1 cupo   | Wesco                |